# Dalane
Dalane er et distrikt i Norge, beliggende mod syd i Rogaland fylke, syd for Jæren. Det omfatter kommunerne Bjerkreim, Eigersund, Lund og Sokndal. Egersund by er centrum for området.
Dalane er et af de 15 distrikter, som sammen udgør landsdelen Vestlandet, og de fire kommuner har et samlet areal på 1.787 kvadratkilometer og et indbyggertal på 22.602 (SSB 1. juli 2007).
Avisen Dalane Tidende har hovedkontor i Egersund. Dalane folkemuseum har to afdelinger i Egersund, hvoraf en afdeling er fajancemuseum, mens hovedudstillingen er et folkemuseum.
Dalane har gode samfærdselsforbindelser med jernbanerne (Sørlandsbanen og Jærbanen), færge til Danmark, europavejen E39 og Riksvei 44. Undergrunden består hovedsagelig af 930 millioner år gammel granit.

## Administrative inddelinger
- De fire kommuner samarbejder i et regionsråd (Dalanerådet)
- Distriktet udgør næringsregion Dalane (NHO).
- Distriktet er embedsområdet for Dalane provsti under Stavanger bispedømme i Den norske kirke.
- Distriktet er retsområdet for Dalane tingrett under Gulating lagdømme, sammen med Sirdal (i Lister).
- Distriktet var en del af det tidligere Jæderen og Dalane fogderi.